# Katalizatory przeniesienia fazowego
Katalizotory przeniesienia fazowego (z ang. phase transfer catalyst, PTC), to grupa związków chemicznych, które bezpośrednio nie katalizują reakcji chemicznej, lecz ułatwiają lub umożliwiają przechodzenie poszczególnych reagentów z jednej fazy termodynamicznej do drugiej. Ma to decydujące znaczenie dla przebiegu reakcji gdy zachodzi ona w środowisku, w którym występuje więcej niż jedna faza termodynamiczna, zaś jeden lub więcej reagentów jest rozpuszczalnych w jednej fazie a nierozpuszczalnych w drugiej. 
Katalizatorami przeniesienia fazowego dla reagentów anionowych są zazwyczaj czwartorzędowe sole amoniowe R4MN+X- (R – alkil lub aryl, X – halogen), a dla reagentów kationowych – etery koronowe.

## Przykłady
Przykładem reakcji z udziałem katalizatora przeniesienia fazowego jest addycja dichlorokarbenu do wiązania podwójnego cykloheksenu. Do cykloheksenu rozpuszczonego w chloroformie dodaje się wodnego roztworu wodorotlenku sodu (NaOH). Ponieważ faza wodna i organiczna nie mieszają się ze sobą reakcja nie zachodzi. Jeśli, natomiast, doda się małą ilość chlorku benzylotrietyloamoniowego, reakcja zachodzi natychmiast. Jon benzylotrietyloamoniowy, chociaż naładowany dodatnio rozpuszcza się w chloroformie, dzięki obecności czterech podstawników węglowodorowych przy atomie azotu. W momencie, gdy dodatnio naładowany jon benzylotrietyloamoniowy przechodzi do warstwy organicznej, ujemnie naładowany przeciwjon musi podążać za nim, aby zachować równowagę ładunków elektrycznych. Ponieważ w fazie wodnej jest o wiele więcej jonów hydroksylowych (OH-) niż jonów chlorkowych Cl-, to głównie jony OH- zostają przeniesione do fazy organicznej, gdzie natychmiast dochodzi do reakcji z chloroformem. 
Zastosowanie eteru koronowego jako katalizatora przeniesienia fazowego ilustruje poniższy przykład: 
Nadmanganian potasu jest nierozpuszczalny w benzenie. Wytrząsając jednak roztwór nadmanganianu potasu z benzenem zawierającym nieco dibenzo-18-korony-6, uzyskuje się purpurowy roztwór, na skutek skompleksowania jonów potasowych. Kompleks eter koronowy - potas może przenikać do roztworu benzenowego, "pociągając" za sobą ujemne jony nadmanganianowe i powodując purpurowe zabarwienie benzenu. Wytworzony w ten sposób “purpurowy benzen” jest cennym reagentem w utlenianiu alkenów.